# Поезд идёт на восток
«Поезд идёт на Восток» — советский цветной художественный фильм, романтическая комедия о советской молодёжи, поставленная режиссёром Юлием Райзманом в 1947 году.

## Сюжет
Вечером 9 мая 1945 года, когда на площадях и улицах Москвы тысячи людей отмечали праздник Победы, от перрона Северного вокзала отошёл поезд на Владивосток. В купе поезда встретились молоденькая девушка-садовод Зина Соколова, недавно окончившая Тимирязевскую сельскохозакадемию, и офицер-моряк Лаврентьев из Ленинграда. Познакомились они чуть раньше, у окошка вокзального телеграфа. Живой, непосредственный характер Зины моряк принял за несерьёзный, легкомысленный. Лучше узнать друг друга путешественникам помог случай: на одной из станций они отстали от поезда и дальнейший путь совершали уже вдвоём, знакомясь по дороге с людьми и с жизнью Советского Союза. Соколова и Лаврентьев попадают на огромный завод, выстроенный в тайге. На заводском самолёте они летят дальше на восток, совершают вынужденную посадку, долго едут сквозь тайгу на подводе, ночуют в колхозной МТС и наконец вновь добираются до железной дороги. Скоро конец пути — Владивосток. За время вынужденного совместного путешествия молодые люди полюбили друг друга. Решительное объяснение произошло перед самым Владивостоком. Расставаясь на вокзале, Зина и Лаврентьев знали, что их разлука продлится недолго.

## В ролях
| Актёр              | Роль                                          |
| ------------------ | --------------------------------------------- |
| Лидия Драновская   | Зинаида Александровна Соколова                |
| Леонид Галлис      | капитан-лейтенант Николай Петрович Лаврентьев |
| Мария Яроцкая      | учительница Мария Ивановна Захарова           |
| Михаил Воробьёв    | Борис Ильич Березин                           |
| Константин Сорокин | начальник поезда                              |
| Владимир Любимов   | директор завода Никита Егорович               |
| Владимир Лепко     | диктор на вокзале                             |
| Андрей Петров      | лётчик Василий Семёнович Гончаренко           |
| Владимир Дорофеев  | дядя Егор                                     |
| Мария Андрианова   | бригадир Прасковья Степановна                 |
| Пётр Глебов        | военный на вокзале в Москве                   |

## Съёмочная группа
- Сценарист: Леонид Малюгин
- Режиссёр-постановщик: Юлий Райзман
- Художник-постановщик: Абрам Фрейдин
- Операторы: Игорь Гелейн, Аркадий Кольцатый
- Композитор: Тихон Хренников

## Критика
Кинокритик Ростислав Юренев написал, что режиссёр Юлий Райзман потерпел неудачу и «она особенно горька, потому что к кинокомедии этот мастер больше не возвращался». Причиной неудачи он назвал «использование старых штампов и комических схем вместо свежего жизненного материала». При этом Юренев считал, что «основные недостатки фильма заключены в его сценарии», а «профессиональный уровень режиссуры и актёрского исполнения в фильме достаточно высок».
Киновед Марина Жежеленко так оценивала фильм: «Авторы именитые, но комедия вышла слабая».